# Santo Domingo Dos
Santo Domingo Dos är en ort i Mexiko.   Den ligger i kommunen Chiapa de Corzo och delstaten Chiapas, i den sydöstra delen av landet, 700 km öster om huvudstaden Mexico City. Santo Domingo Dos ligger 431 meter över havet och antalet invånare är 261.
Terrängen runt Santo Domingo Dos är kuperad söderut, men norrut är den platt. Runt Santo Domingo Dos är det ganska tätbefolkat, med 70 invånare per kvadratkilometer. Närmaste större samhälle är Chiapa de Corzo, 10,6 km norr om Santo Domingo Dos. Omgivningarna runt Santo Domingo Dos är en mosaik av jordbruksmark och naturlig växtlighet.